# Natatok Indigenous People’s Democratic Party
Die Natatok Indigenous People’s Democratic Party (NIPDP; auch: Natatok Party) ist eine Partei in Vanuatu.

## Geschichte
Die NIPDP entstand im Juli 2011 als Neugründung einer Partei, welche erstmals 1979 bei den Wahlen der Neuen Hebriden angetreten war. In den Wahlen 2012 stellte die Partei sechs Kandidaten auf und gewann zwei Sitze im Parlament; Alfred Rollen Carlot in Efate und Jonas James in Paama. Die Partei erhielt einen Ministerposten in der Regierung von Moana Carcasses Kalosil im März 2013.
In den Wahlen 2016 stellte die Partei zehn Kandidaten auf, errang aber nur einen einzigen Sitz für Alickson Vira in Ambae. 2020 errang die Partei bei den Wahlen nur 593 Stimmen.

## Wahlergebnisse
| Wahl      | Stimmen | %   | Mandate |
| --------- | ------- | --- | ------- |
| Wahl 2012 | 1.915   | 1,6 | 2 / 52  |
| Wahl 2016 | 3.024   | 2,7 | 1 / 52  |
| Wahl 2020 | 593     | 0,4 | 0 / 52  |
| Wahl 2022 | –       | –   | 0 / 52  |